# Samuel Rodigast
Samuel Rodigast (* 19. Oktober 1649 in Gröben bei Jena; † 19. März 1708 in Berlin) war ein deutscher Dichter.
Er gilt als der Autor des Kirchenliedtextes Was Gott tut, das ist wohlgetan; ferner verfasste er zahlreiche Gedichte.

## Leben
Samuel Rodigast besuchte das Gymnasium in Weimar und studierte in Jena. 1671 erlangte er den Magistergrad und hielt in Jena fortan philosophische Vorlesungen. Seiner Hochschule blieb er zeitlebens verbunden; immer wieder übernahm er dort dem Vorsitz bei Promotionsverfahren. Von seiner Gelehrsamkeit (und seinem Gelehrtenstolz) zeugt der 180-seitige Folio-Katalog seiner Bibliothek, den er 1708 drucken ließ. 1680 wurde er Konrektor und 1698 Direktor des Gymnasiums zum Grauen Kloster in Berlin. In der Kirche des Grauen Klosters wurde er auch beigesetzt, da er zeitlebens seinen Arbeitsplatz nicht mehr gewechselt hatte, obwohl ihm u. a. auch eine Professorenstelle in Jena angeboten worden war.
Rodigast wird in Theodor Fontanes Roman Frau Jenny Treibel als frommer dichtender Schulmann erwähnt.

## „Was Gott tut, das ist wohlgetan“
In Jena hat Rodigast möglicherweise den Text zu dem bekannten Kirchenlied gedichtet, um seinem erkrankten Freund, dem Kantor Severus Gastorius, Trost zuzusprechen – oder auch, weil Gastorius sich ein Lied für seine Beerdigung wünschte. Dieser soll das Werk dann vertont haben. Die Begleitumstände der Entstehung des Liedes sind allerdings in der Forschung umstritten. Was Gott tut, das ist wohlgetan wurde ein Lieblingslied des Königs Friedrich Wilhelm III., bei dessen Beerdigung es auch gesungen wurde. Noch heute ist das Lied mitunter bei Beerdigungen zu hören. Im Gotteslob ist es unter der Nr. 416, im Schweizer Katholischen Gesangbuch unter der Nr. 549, im Evangelischen Gesangbuch unter der Nr. 372 und im Schweizer Evangelisch-reformierten Gesangbuch unter der Nr. 684 zu finden, wobei die katholischen Gesangbücher der Strophenauswahl der ökumenischen Fassung folgen, d. h. auf die originalen Strophen 3 und 5 verzichten, während die evangelischen alle sechs Strophen enthalten.
Der erste Vers stammt nicht von Rodigast selbst, sondern von Michael Altenburg; der Rest des Textes lehnt sich thematisch an Dtn 32,4  an.
Johann Sebastian Bach nutzte das Lied in zahlreichen Kantaten. Seine erster Kantate als Thomaskantor, Die Elenden sollen essen, BWV 75, aus dem Jahr 1723 beschließt beide Kantatenteile mit einem Choral auf die fünften und sechsten Strophe. Die Kantate Was Gott tut, das ist wohlgetan, BWV 99, aus dem Folgejahr basiert auf dem vollständigen, in den Mittelstrophen umgedichteten Choral. Die 1726 geschaffene gleichnamige Kantate BWV 98 benutzt nur die erste Strophe, während in der zwischen 1732 und 1735 entstandenen Kantate und ebenfalls gleichnamige Kantate BWV 100 alle sechs Strophen des Liedes vertont sind. In der frühen Kantate Weinen, Klagen, Sorgen, Zagen, BWV 12, aus der Weimarer Zeit, bildet die sechste Strophe ebenso den Schlusschoral wie in Lobe den Herrn, meine Seele, BWV 69a. In Nimm, was dein ist, und gehe hin, BWV 144, erklingt die erste Strophe als Choral in der Mitte der Kantate. Zudem gibt es einen viersätzigen Choralsatz aus BWV 250. Sein Vorgänger im Leipziger Thomaskantorat, Johann Kuhnau, setzte ebenfalls alle Strophen des Liedes in einer Kantate.

## Werke (in Auswahl)
- Spes in fundo sive Trias ante novissimum diem sperandorum. Bielcke, Jena 1686
- Gedancken über die Worte Matth. cap. 20 v. 16 und cap. 22 v. 14. Frankfurt und Leipzig, 1733

Wie es von einem gebildeten Geistlichen seiner Zeit erwartet wurde, hielt und veröffentlichte Samuel Rodigast zahlreiche Leichenreden.